# Apama II
Apama II, nota anche come Apame II (in greco antico: Ἀπάμα?; 292 a.C. – dopo il 249 a.C.), era una principessa greco-siriana, della dinastia seleucide, che dopo il matrimonio divenne regina di Cirenaica.

## Biografia
Apama II era di discendenza greco-macedone e persiana. Era figlia di Antioco I e di Stratonice di Siria. I suoi fratelli erano Stratonice di Macedonia e Antioco II. I suoi nonni paterni Seleuco I e Apama I, mentre quelli materni erano gli antigonidi re Demetrio I Poliorcete e Fila. Apama era omonima della nonna e della zia materna e nacque e crebbe nell'impero seleucide.
Intorno al 275 a.C., Apama sposò il terzo cugino materno Magas re di Cirene. Le nonne materne di Apama e Magas erano prime cugine per parte di padre, in quanto i loro padri erano fratelli. Il matrimonio con Magas avvenne per motivi dinastici, dato che Antioco I combinò questo matrimonio per stringere un'alleanza con Magas allo scopo di invadere l'Egitto. A seguito del matrimonio con Magas, Apama divenne regina di Cirenaica, dove esistono ancora delle iscrizioni a lei dedicate, nelle quali è indicata come regina e moglie di Magas.
Dopo il 270 a.C., Apama diede a Magas una figlia di nome Berenice II, unica loro figlia conosciuta. Nel 250 a.C. Magas e Apama promisero in sposa Berenice II al suo cugino paterno e principe tolemaico Tolomeo III. Magas e il padre di Tolomeo III erano fratellastri per parte materna.

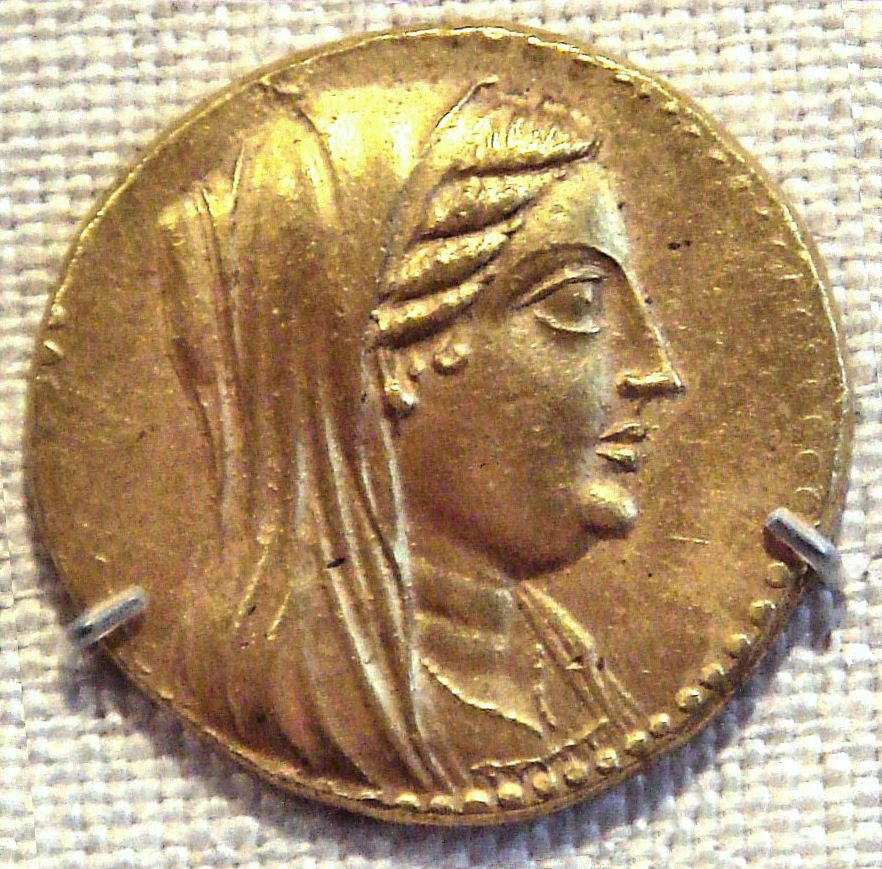
Berenice II, su una moneta di Tolomeo III.

Nel 250 a.C. o nel 249 a.C., morì Magas e Apama restò vedova del potente monarca greco. Allo scopo di proteggere la Cirenaica dalla dinastia tolemaica, Apama convocò il suo zio materno principe greco-macedone Demetrio il Bello offrendogli in sposa sua figlia e facendolo così diventare re di Cirenaica. Demetrio accettò la proposta di sua nipote e sposò la di lei figlia. Quando Demetrio divenne re, non vi fu opposizione alla sua ascesa al trono, ma dopo divenne così ambizioso da raggiungere l'incoscienza.
Qualche tempo dopo il matrimonio, Apama e Demetrio divennero amanti. Berenice divenne gelosa della relazione di sua madre con suo marito, tanto che quest'ultimo venne trovato accoltellato nelle braccia di Apama. Il poema Coma Berenices del poeta greco Callimaco (andato perso, ma noto in una traduzione o parafrasi in lingua latina di Catullo), apparentemente si riferisce all'uccisione di Demetrio per sua mano: "Permettimi di ricordarti che eri una ragazza intrepida: hai dimenticato l'atto coraggioso con il quale hai ottenuto un matrimonio reale?"
Dopo la morte di Demetrio, la Cirenaica divenne parte dell'impero tolemaico. Berenice lasciò la Cirenaica e si recò in Egitto dove sposò suo cugino Tolomeo III divenendo quindi regina d'Egitto. Apama, che si era recata ad Alessandria d'Egitto con Berenice II, si stabilì in quella città con sua figlia e la sua famiglia.
Apama è talvolta citata come Arsinoe. Dopo il suo matrimonio con Magas, è possibile che ella abbia cambiato il suo nome in Arsinoe, che era un nome tolemaico più comune. Apama era legata alla dinastia tolemaica attraverso il matrimonio ed era lontana parente di Euridice e Berenice I, che erano state mogli di Tolomeo I.

## Ascendenza
|                       |                       |                      | Genitori |  |  | Nonni |  |  | Bisnonni |  |  | Trisnonni |  |
|                       |                       |                      |          |  |  |       |  |  | Antioco  |  |  | …         |  |
|                       |                       |                      |          |  |  |       |  |  | Antioco  |  |  | …         |  |
|                       |                       | …                    |          |  |  |       |  |  | Antioco  |  |  |           |  |
| Seleuco I             |                       |                      |          |  |  |       |  |  | Antioco  |  |  |           |  |
|                       |                       | Laodice di Macedonia | …        |  |  |       |  |  |          |  |  |           |  |
|                       |                       | Laodice di Macedonia | …        |  |  |       |  |  |          |  |  |           |  |
|                       |                       | Laodice di Macedonia | …        |  |  |       |  |  |          |  |  |           |  |
| Antioco I             |                       | Laodice di Macedonia |          |  |  |       |  |  |          |  |  |           |  |
|                       |                       | Spitamene            | …        |  |  |       |  |  |          |  |  |           |  |
|                       |                       | Spitamene            | …        |  |  |       |  |  |          |  |  |           |  |
|                       |                       | Spitamene            | …        |  |  |       |  |  |          |  |  |           |  |
| Apama I               |                       | Spitamene            |          |  |  |       |  |  |          |  |  |           |  |
|                       |                       | …                    | …        |  |  |       |  |  |          |  |  |           |  |
|                       |                       | …                    | …        |  |  |       |  |  |          |  |  |           |  |
|                       |                       | …                    | …        |  |  |       |  |  |          |  |  |           |  |
| Apama II              |                       | …                    |          |  |  |       |  |  |          |  |  |           |  |
|                       | Antigono I Monoftalmo | Filippo              |          |  |  |       |  |  |          |  |  |           |  |
|                       | Antigono I Monoftalmo | Filippo              |          |  |  |       |  |  |          |  |  |           |  |
|                       | Antigono I Monoftalmo | …                    |          |  |  |       |  |  |          |  |  |           |  |
| Demetrio I Poliorcete | Antigono I Monoftalmo |                      |          |  |  |       |  |  |          |  |  |           |  |
|                       |                       | Stratonice           | Correo   |  |  |       |  |  |          |  |  |           |  |
|                       |                       | Stratonice           | Correo   |  |  |       |  |  |          |  |  |           |  |
|                       |                       | Stratonice           | …        |  |  |       |  |  |          |  |  |           |  |
| Stratonice di Siria   |                       | Stratonice           |          |  |  |       |  |  |          |  |  |           |  |
|                       |                       | Antipatro            | …        |  |  |       |  |  |          |  |  |           |  |
|                       |                       | Antipatro            | …        |  |  |       |  |  |          |  |  |           |  |
|                       |                       | Antipatro            | …        |  |  |       |  |  |          |  |  |           |  |
| Fila                  |                       | Antipatro            |          |  |  |       |  |  |          |  |  |           |  |
|                       |                       | …                    | …        |  |  |       |  |  |          |  |  |           |  |
|                       |                       | …                    | …        |  |  |       |  |  |          |  |  |           |  |
|                       |                       | …                    | …        |  |  |       |  |  |          |  |  |           |  |
|                       |                       | …                    |          |  |  |       |  |  |          |  |  |           |  |